# Resolution 2031 des UN-Sicherheitsrates
Die Resolution 2031 des UN-Sicherheitsrates ist eine Resolution, die der Sicherheitsrat der Vereinten Nationen in der 6696. Sitzung am 21. Dezember 2011 beschloss. Sie thematisiert die angespannte politische Lage der zentralafrikanischen Republik.

## Titel
Der Titel der Resolution ist Bericht des Generalsekretärs über Zentralafrika.

## Zusammenfassung
In der Resolution ging es um die Verlängerung des Mandats der Vereinten Nationen für Friedenskonsolidierung in Zentralafrika (BINUCA) bis zum 31. Januar 2013.

## Vorgänger
- Resolution 1990 des UN-Sicherheitsrates
- Resolution 2024 des UN-Sicherheitsrates

## Text
Der Sicherheitsrat
1.  beschließt, das Mandat des BINUCA, wie vom Generalsekretär in seinem Bericht empfohlen, bis zum 31. Januar 2013 zu verlängern
2.  unterstreicht, wie wichtig ein voll integriertes Büro ist, das für eine wirksame Koordinierung der Strategie und der Programme zwischen den Organisationen, Fonds und Programmen der Vereinten Nationen in der Zentralafrikanischen Republik sorgt, und unterstreicht die Rolle des Sonderbeauftragten des Generalsekretärs bei der Koordinierung des Landesteams
3.  erwartet mit Interesse, dass die Regierung bei der Schaffung eines ständigen unabhängigen Wahlverwaltungsorgans vorankommt, das für die Abhaltung künftiger Wahlen und die Revision des Wahlgesetzes auf der Grundlage der Erkenntnisse aus den in diesem Jahr abgehaltenen Wahlen zuständig ist, und  fordert die Regierung  auf, so bald wie möglich Kommunalwahlen abzuhalten
4.  legt der Regierung  nahe, die Konsultationen mit der Opposition, namentlich über die Wahlreform, einvernehmlich und unter Einbeziehung aller Seiten fortzuführen
5.  fordert die Regierung der Zentralafrikanischen Republik nachdrücklich auf, dafür zu sorgen, dass das Recht der freien Meinungsäußerung und die Versammlungsfreiheit, auch für die Oppositionsparteien, sowie die Rechtsstaatlichkeit, die allesamt für die Demokratie wesentlich sind, voll geachtet werden, und legt den Oppositionsparteien und der Regierung  eindringlich nahe, einen konstruktiven Dialog aufzunehmen, um ein Umfeld zu schaffen, das im Vorfeld des nächsten Wahlzyklus Chancengleichheit ermöglicht
6.  fordert die Regierung der Zentralafrikanischen Republik und alle bewaffneten Gruppen  auf, dem nationalen Aussöhnungsprozess verpflichtet zu bleiben, indem sie die Empfehlungen des 2008 beendeten alle Seiten einschließenden politischen Dialogs voll einhalten, und  verlangt, dass alle bewaffneten Gruppen beim Entwaffnungs-, Demobilisierungs- und Wiedereingliederungsprozess mit der Regierung zusammenarbeiten
7.  begrüßt die Fortschritte, die die Zentralafrikanische Republik bei der Entwaffnung und Demobilisierung ehemaliger Kombattanten im Nordwesten erzielt hat, seit Präsident Bozizé am 25. Juni 2011 entsprechende Aktivitäten einleitete, und  legt der Regierung der Zentralafrikanischen Republik nahe, die Entwaffnung und Demobilisierung der ehemaligen Kombattanten, insbesondere der Angehörigen der UFDR und der CPJP, weiter zu betreiben
8.  begrüßt es, dass am 8. Juli 2011 die mit Unterstützung des BINUCA verfasste nationale Strategie zur Wiedereingliederung ehemaliger Kombattanten fertiggestellt wurde, und fordert die Regierung der Zentralafrikanischen Republik nachdrücklich auf, verstärkte Anstrengungen zur Gewährleistung der nationalen Eigenverantwortung und der vollen Umsetzung der Strategie im Einklang mit der umfassenderen Sicherheitssektorreform zu unternehmen, einen Zeitplan festzulegen und konkrete Wiedereingliederungsprogramme aufzustellen, um bilaterale und multilaterale Partner um Unterstützung ersuchen zu können
9.  unterstreicht, wie wichtig die Sicherheitssektorreform in der Zentralafrikanischen Republik ist, stellt mit Besorgnis fest, dass es keine glaubwürdige und tragfähige nationale Strategie für die Sicherheitssektorreform gibt, und fordert in dieser Hinsicht die Regierung der Zentralafrikanischen Republik auf, in dieser Frage wieder einen sinnvollen Dialog mit dem BINUCA aufzunehmen, insbesondere unter Berücksichtigung des Fahrplans für die Sicherheitssektorreform, den das BINUCA gemäß dem Ersuchen der Regierung um Hilfe bei der Neubelebung des Prozesses der Sicherheitssektorreform erarbeitet hat
10.  verleiht seiner Besorgnis über die nach wie vor prekäre Sicherheitslage in der Zentralafrikanischen Republik Ausdruck, begrüßt in dieser Hinsicht die laufenden Anstrengungen der MICOPAX zur Unterstützung eines dauerhaften Friedens und anhaltender Sicherheit in der Zentralafrikanischen Republik und fordert die Länder in der Subregion sowie regionale und subregionale Organisationen auf, auf Antrag der Zentralafrikanischen Republik die Verlängerung des Mandats der MICOPAX sowie andere Maßnahmen zu erwägen, die als geeignet erachtet werden, die Sicherheitslage in der Zentralafrikanischen Republik und der Subregion zu verbessern
11.  unterstreicht, dass die Regierung der Zentralafrikanischen Republik die Hauptverantwortung dafür trägt, unter voller Achtung der Rechtsstaatlichkeit, der Menschenrechte und des humanitären Völkerrechts die Sicherheit zu fördern und ihre Zivilbevölkerung zu schützen, betont, wie wichtig die Arbeit der bilateralen Partner zur Stärkung der Kapazitäten der Streitkräfte der Zentralafrikanischen Republik ist, und betont, dass diese Hilfe den umfassenderen Prozess der Sicherheitsreform unterstützen soll
12.  unterstreicht, dass Tschad, Sudan und die Zentralafrikanische Republik das am 23. Mai 2011 in Khartum unterzeichnete Dreiparteien-Übereinkommen durchführen müssen, um die Sicherheit in ihren gemeinsamen Grenzgebieten durch gemeinsame Patrouillen zu erhöhen, und dass außerdem Tschad, die Zentralafrikanische Republik und Kamerun die im Dezember 2005 unterzeichnete Dreiparteien-Initiative zur Erhöhung der Sicherheit an ihren Grenzen weiterverfolgen müssen
13.  bekundet seine tiefe Besorgnis darüber, dass die FPR in großem Umfang rekrutiert und Waffen erwirbt, was den Frieden und die Sicherheit in der Zentralafrikanischen Republik und der Region bedroht und gegen die Verpflichtungen zum Niederlegen der Waffen und zur Aufnahme von Friedensgesprächen verstößt, die die FPR mit dem von ihrem Führer, Baba Laddé, sowie den nationalen Vermittlern Tschads und der Zentralafrikanischen Republik am 13. Juni 2011 unterzeichneten Schlusskommuniqué eingegangen ist, verurteilt
die von der FPR verübten Menschenrechtsverletzungen und legt der Regierung der Zentralafrikanischen Republik nahe, mit der Regierung Tschads im Hinblick auf eine Lösung weiter Verbindung zu halten
14.  verurteilt mit Nachdruck die anhaltenden Verstöße gegen das humanitäre Völkerrecht und die internationalen Menschenrechtsnormen, darunter die Einziehung und der Einsatz von Kindern, Tötung und Verstümmelung, Vergewaltigung, sexuelle Sklaverei und andere sexuelle Gewalt und Entführungen, die bewaffnete Gruppen und namentlich die LRA begehen und die die Bevölkerung sowie den Frieden und die Stabilität der Zentralafrikanischen Republik und der Subregion bedrohen, und  fordert das BINUCA  auf, über die von bewaffneten Gruppen verübten Menschenrechtsverletzungen, insbesondere an Kindern und Frauen, Bericht zu erstatten
15.  begrüßt die Anstrengungen der Regierung der Zentralafrikanischen Republik, die in ihrem Hoheitsgebiet befindliche LRA zu bekämpfen, begrüßt ferner die Initiative der Afrikanischen Union für regionale Zusammenarbeit zur Zerschlagung der LRA und die Ernennung eines Sondergesandten der Afrikanischen Union zur Koordinierung dieser Aktivitäten und  lobt die Staaten in der Region dafür, dass sie ihre Zusammenarbeit und ihre Anstrengungen zur Überwindung dieser Bedrohung verstärkt haben
16.  begrüßt es, dass das BINUCA eine Koordinierungsstelle für Aktivitäten mit Bezug zur LRA benannt und eine Arbeitsgruppe eingesetzt hat, die aus nationalen und internationalen Akteuren besteht, darunter die Afrikanische Union, die Europäische Union, die Vereinigten Staaten von Amerika, Frankreich und das Regionalbüro der Vereinten Nationen für Zentralafrika (UNOCA), und fordert das BINUCA auf, den Informationsaustausch über die LRA zu stärken, insbesondere mit dem UNOCA, dem Büro der Vereinten Nationen bei der Afrikanischen Union, der Stabilisierungsmission der Organisation der Vereinten Nationen in der Demokratischen Republik Kongo (MONUSCO), der Mission der Vereinten Nationen in der Republik Südsudan (UNMISS) und dem neu ernannten Sondergesandten der Afrikanischen Union für die Frage der LRA, sowie der Regierung der Zentralafrikanischen Republik bei der Entwicklung einer Strategie und der Unterstützung von Maßnahmen behilflich zu sein, die Angehörige der LRA ermutigen sollen, sich von ihr loszusagen, und die Entwaffnung und Demobilisierung derjenigen, die der LRA entkommen sind oder sich von ihr losgesagt haben, und ihre Neuansiedlung oder Rückführung in ihre Herkunftsländer anzugehen, im Rahmen der vorhandenen Ressourcen;  17.  fordert alle beteiligten Parteien  nachdrücklich auf, für den ungehinderten Zugang humanitärer Helfer zu hilfebedürftigen Bevölkerungsgruppen zu sorgen
18.  begrüßt es, dass die Volksarmee für die Wiederherstellung der Demokratie (APRD) und die CPJP vor kurzem Aktionspläne zur Beendigung der Einziehung und des Einsatzes von Kindern unterzeichnet haben, fordert alle verbleibenden, in dem Bericht des Generalsekretärs über Kinder und bewaffnete Konflikte aufgeführten Parteien auf, es ihnen so bald wie möglich gleichzutun, begrüßt die Arbeit der Sonderbeauftragten des Generalsekretärs für Kinder und bewaffnete Konflikte in der Zentralafrikanischen Republik und legt den Parteien nahe, in dieser Hinsicht auch weiterhin mit ihr zusammenzuarbeiten,  fordert die internationale Gemeinschaft auf, die Maßnahmen zur Wiedereingliederung von Kindern zu unterstützen, und fordert die Regierung der Zentralafrikanischen Republik nachdrücklich auf, den Schutz von Kindern weiter zu verstärken, so auch durch die Anwendung der einschlägigen Rechtsvorschriften sowie bei der Durchführung von Militäreinsätzen
19.  bekundet seine Besorgnis darüber, dass es immer wieder zu Vorfällen sexueller und geschlechtsspezifischer Gewalt kommt, und  legt dem BINUCA nahe, weiter gemeinsam mit der Regierung der Zentralafrikanischen Republik und anderen Akteuren, darunter der Sonderbeauftragten des Generalsekretärs, gegen diese Probleme anzugehen
20.  fordert die Regierung der Zentralafrikanischen Republik nachdrücklich auf, Berichten über Menschenrechtsverletzungen in dem Land nachzugehen, um sicherzustellen, dass diejenigen, die für diese Rechtsverletzungen verantwortlich sein könnten, vor Gericht gestellt werden, sowie die notwendigen Schritte zu unternehmen, um weitere Rechtsverletzungen zu verhindern
21.  legt der Regierung der Zentralafrikanischen Republik nahe, die Bretton-Woods-Institutionen, insbesondere den Internationalen Währungsfonds, sinnvoller in Anspruch zu nehmen, da ihre Hilfe für die Neubelebung der Wirtschaft und die Entwicklung des Landes
unverzichtbar ist
22.  ermutigt die Regierung der Zentralafrikanischen Republik, die Kommission für Friedenskonsolidierung und ihre nationalen und internationalen Partner, die mit dem Strategischen Rahmenplan für die Friedenskonsolidierung eingegangenen Verpflichtungen zu erfüllen,  ersucht die Kommission für Friedenskonsolidierung, der Regierung mit Unterstützung des BINUCA weiter bei der Schaffung der Grundlagen eines dauerhaften Friedens und einer nachhaltigen Entwicklung in der Zentralafrikanischen Republik behilflich zu sein, in dem sie namentlich sicherstellt, dass die Durchsetzung der Rechtsstaatlichkeit vorankommt und dass Friedenskonsolidierungsziele bei künftigen strategischen Planungsprozessen voll berücksichtigt werden, und  ersucht die Kommission für Friedenskonsolidierung, den Sicherheitsrat in diesen Fragen zu beraten
23.  lobt die Regierung der Zentralafrikanischen Republik für die Einführung ihres Strategiedokuments der zweiten Generation zur Armutsbekämpfung und fordert die Regierung auf, den darin enthaltenen Zielen, insbesondere auf dem Gebiet des Zugangs zu grundlegenden Diensten und Gesundheitsversorgung, der Ernährungssicherung, Infrastruktur, Entwaffnung, Demobilisierung und Wiedereingliederung sowie der Sicherheitssektorreform, Priorität zuzuweisen, gegen das Problem der Korruption anzugehen und die fiskalische Transparenz zu erhöhen
24.  beschließt, mit der Angelegenheit aktiv befasst zu bleiben